# 洛尔南
洛尔南（法語：Laurenan，法語發音：[loʁnɑ̃]）是法国阿摩尔滨海省的一个市镇，位于该省东南部，属于迪南区。

## 地理
洛尔南（48°11'57"N, 2°32'8"W）面积30.9 平方千米，位于法国布列塔尼大區阿摩尔滨海省，该省份为法国西北部沿海省份，位于布列塔尼半岛北部，北濒大西洋英吉利海峡，西接菲尼斯泰尔省，南至莫尔比昂省，东临伊勒-维莱讷省。
与洛尔南接壤的市镇（或旧市镇、城区）包括：戈姆内、普莱梅、圣弗朗、勒默内、梅尔德里尼亚克。

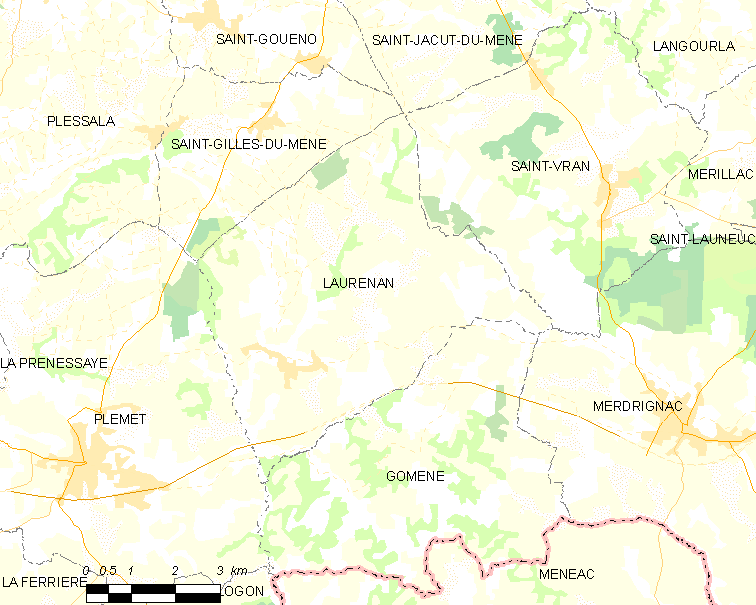
洛尔南的OSM定位图

洛尔南的时区为UTC+01:00、UTC+02:00（夏令时）。

## 行政
洛尔南的邮政编码为22230，INSEE市镇编码为22122。

## 政治
洛尔南所属的省级选区为布龙县。

## 人口

1962-2008年间洛尔南人口变化图示

洛尔南于2022年1月1日时的人口数量为742人。